# 白河村
白河村（しらかわむら）は、茨城県東茨城郡にかつて存在した村である。

## 地理
- 旧小川町の北部、現在の小美玉市の東部に位置している。
- 北浦の支流巴川の流域に位置する。

## 歴史
村名は巴川がもとは白川と呼ばれていたことと、かつて存在した白河郷の一部だったことに由来する。

### 沿革
- 1889年（明治22年）4月1日 - 町村制施行に伴い、下吉影村・上合村・飯前村・上吉影村・世楽村・佐才新田が合併し東茨城郡下野合村（しものあいむら）が発足。
- 1891年（明治24年）9月28日 - 下野合村が改称し、白河村になる。
- 1954年（昭和29年）12月10日 - 橘村・小川町と合併し、改めて小川町が発足。同日白河村廃止。

変遷表
| 1868年 以前 | 1868年 以前 | 明治22年 4月1日 | 明治24年 9月28日 | 昭和29年 12月10日 | 平成18年 3月27日 | 現在     |
| ----------- | ----------- | --------------- | ---------------- | ----------------- | ---------------- | -------- |
|             | 上吉影村    | 下野合村        | 白河村 に改称    | 小川町            | 小美玉市         | 小美玉市 |
|             | 下吉影村    | 下野合村        | 白河村 に改称    | 小川町            | 小美玉市         | 小美玉市 |
|             | 上合村      | 下野合村        | 白河村 に改称    | 小川町            | 小美玉市         | 小美玉市 |
|             | 飯前村      | 下野合村        | 白河村 に改称    | 小川町            | 小美玉市         | 小美玉市 |
|             | 世楽村      | 下野合村        | 白河村 に改称    | 小川町            | 小美玉市         | 小美玉市 |
|             | 佐才新田    | 下野合村        | 白河村 に改称    | 小川町            | 小美玉市         | 小美玉市 |

## 大字
- 下吉影（しもよしかげ）
- 上合（かみあい）
- 飯前（いいさき）
- 上吉影（かみよしかげ）
- 世楽（せらく）
- 佐才新田（さざいしんでん）

## 人口・世帯

### 人口
総数 [単位： 人]
| 1891年（明治24年） | 2,029 |
| 1920年（大正 9年） | 3,013 |
| 1935年（昭和10年） | 3,195 |
| 1950年（昭和25年） | 4,740 |

### 世帯
総数 [単位： 世帯]
| 1920年（大正 9年） | 656 |
| 1935年（昭和10年） | 649 |
| 1950年（昭和25年） | 867 |